# Национальное географическое общество
Национальное географическое общество (англ. National Geographic Society) — одна из крупнейших научных и образовательных организаций США. Было основано 27 января 1888 года в Вашингтоне.

## История
Обсуждать образование общества начали 13 января 1888 года в частном «Космос-клубе» (en:Cosmos Club), располагавшемся на площади Лафайетт возле Белого дома (en:President's Park).
Национальное географическое общество было основано в Вашингтоне 27 января 1888 года 33 исследователями, представителями элиты США и учёными, которые получили приглашения обсудить «целесообразность организации общества, способствующего преумножению и распространению географических знаний». Следует отметить, что под словом география понимались разные дисциплины науки.
На основании присутствовали Адольф Вашингтон Грили, Гардинер Грин Хаббард, Джордж Кеннан, первый американский исследователь Аляски Уильям Долл и др.
Гардинер Грин Хаббард через 2 недели в феврале был выбран первым президентом, и его зять Александр Грэм Белл, в конечном итоге продолжил его деятельность на этом посту в 1897 году после его смерти.
Через 9 месяцев в октябре 1888 года вышел первый номер National Geographic Magazine, у которого было всего 217 подписчиков.
В 1961 г. США посетила делегация советских географов, возглавляемая директором Института географии АН СССР И.П. Герасимовым. В 1963 г.  с визитом в США  приехал вице-президент Географического общества СССР С.В. Калесник, вместе с президентом Американской ассоциация географов Чонси Гаррисом он устанавливал связи Географического общества СССР с Национальным географическим обществом.
В 1969 году астронавты «Аполлона-12» доставили знамя NGS на поверхность Луны.
В 1986 году пилотируемый подводный аппарат Алвин участвовал в исследовании обломков Титаника и многие из фотографий экспедиции были опубликованы в журнале Национального географического общества, которое было главным спонсором экспедиции.
Здание бывшего «Космос-клуба» теперь является штаб-квартирой NGS и там проводят торжественные приёмы.

## Издания

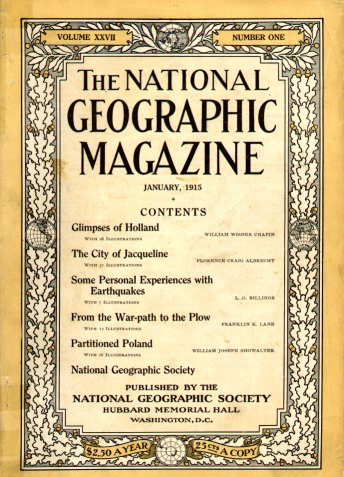
Обложка январского 1915 г. выпуска журнала National Geographic

### Фильмография
- 1976
  - «В поисках гигантских обезьян»
- 1984
  - «Я люблю поезда»
- 1986
  - «Секреты „Титаника“»
- 1988
  - «Белый волк»
- 1989
  - «Дикая природа: Маскировка и защитная окраска»
- 1991
  - «Встречи с акулами»
  - «Удивительные камни»
- 1992
  - «Заклятые враги: Львы и Гиены»
- 1993
  - «Затерянное королевство майя»
- 1995
  - «Выживающие Берега скелетов»
- 2000
  - «Затерянные города инков»
  - «Затерянное королевство Тибета»
- 2001
  - «Гигантский крокодил»
- 2002
  - «Египет: в поисках затерянных гробниц»
  - «Тайны пирамид»
- 2003
  - «Мекка»
- 2004
  - «В поисках финикийцев»
- 2008
  - «Библия дьявола»

## Телевидение

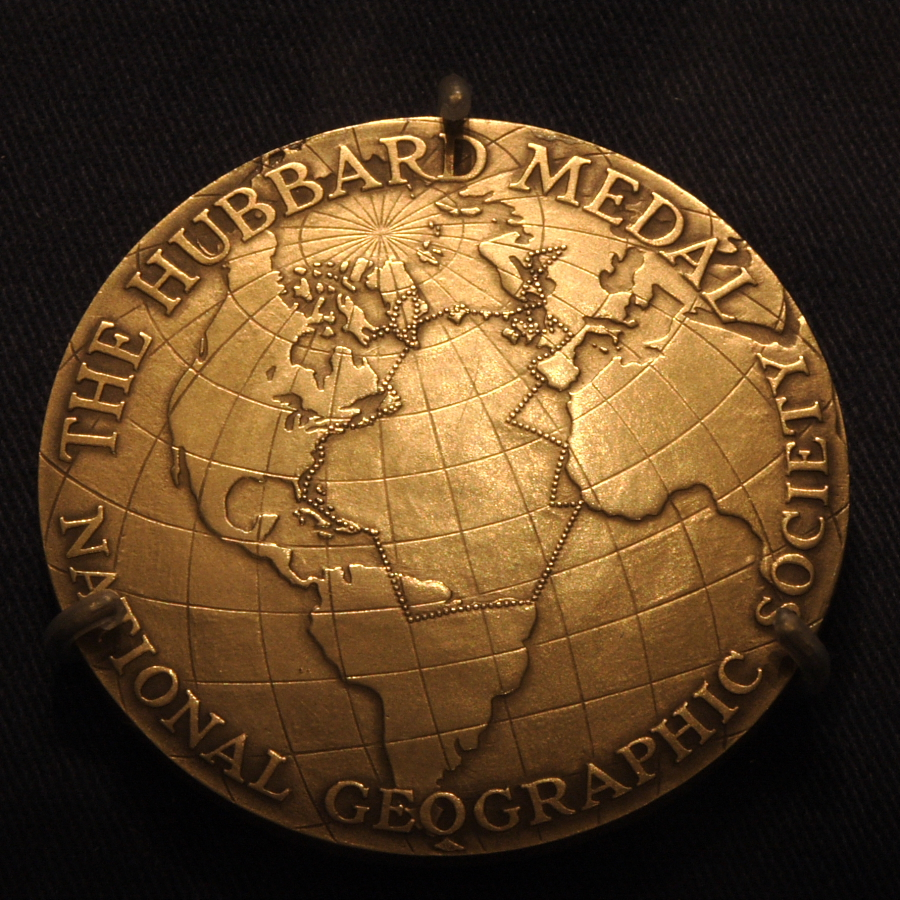